# Traité anglo-persan de 1919

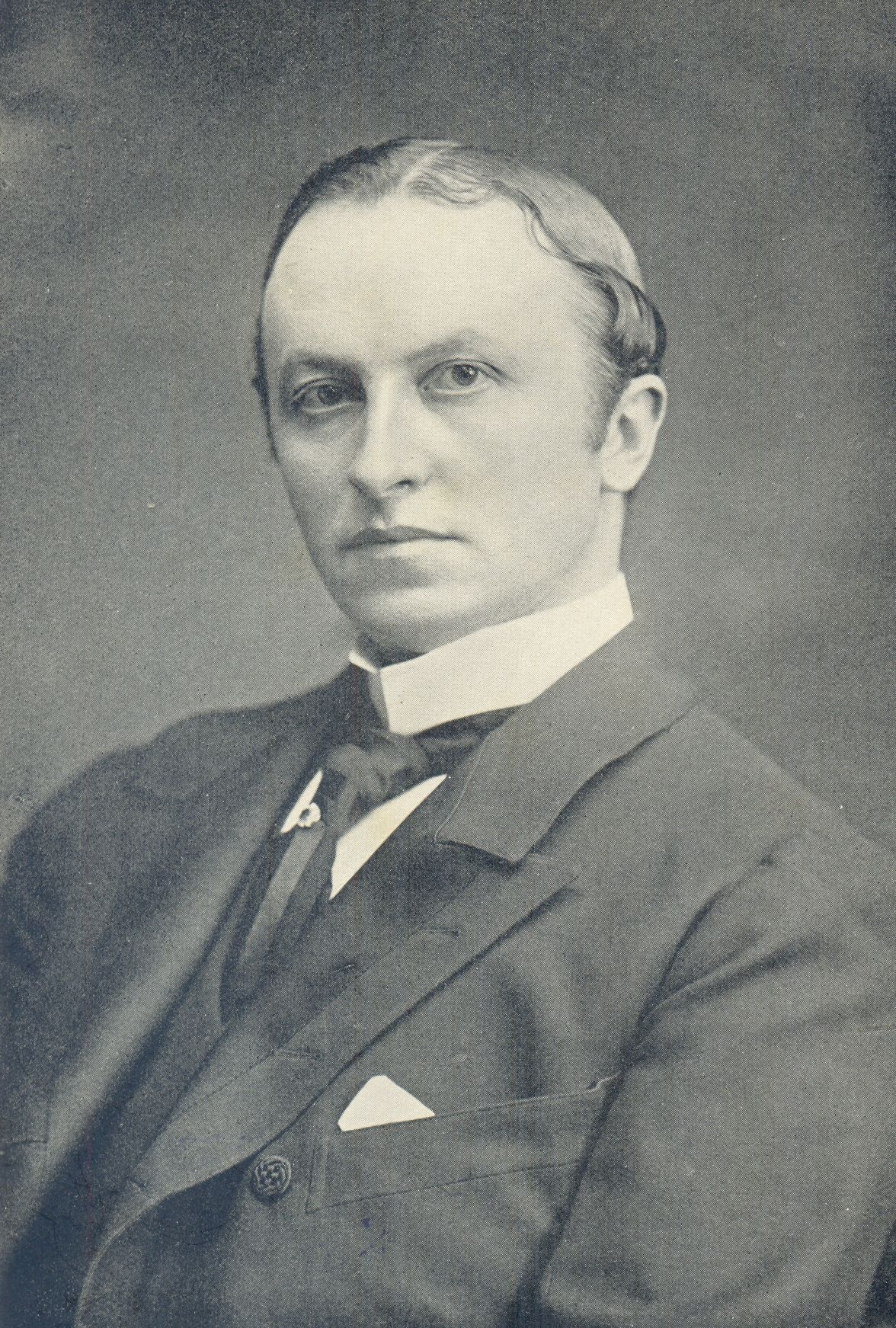
Lord Curzon autour de 1890.

L'accord anglo-persan est un document impliquant la Grande-Bretagne et la Perse concernant les droits de forage de l'Anglo-Persian Oil Company. Il n'a jamais été ratifié par le parlement iranien. Ce document a été émis par le secrétaire britannique des affaires étrangères Earl Curzon au gouvernement perse en août 1919. Il assure aux Britanniques une garantie d'accès aux champs de pétrole iraniens (y compris dans les cinq provinces du nord anciennement sous la sphère d'influence russe). En retour, les Britanniques s'engagent à :
- Approvisionner en munitions et en matériel l'armée formée par les Britanniques.
- Fournir 2 millions de livres sterling de prêt pour des réformes nécessaires.
- Réviser le tarif des douanes.
- Surveiller et construire des chemins de fer.

Par cet accord, Lord Curzon souhaitait faire de l'Iran non pas un protectorat, mais un État client de la Grande-Bretagne. Le traité fut dénoncé dans le monde entier comme hégémonique, en particulier par les États-Unis, qui avaient aussi des desseins sur l'accès aux champs de pétrole iraniens. On découvrit que d'importants pots-de-vin avaient été versés par les Britanniques à Ahmad Chah et aux dirigeants politiques iraniens. Ces révélations ainsi que le coup d'État du 21 février 1921 empêchèrent l'entrée en vigueur du contrat. L'accord anglo-persan fut ainsi officiellement rejeté par le parlement iranien le 22 juin 1921.